# Assedio (storia romana)

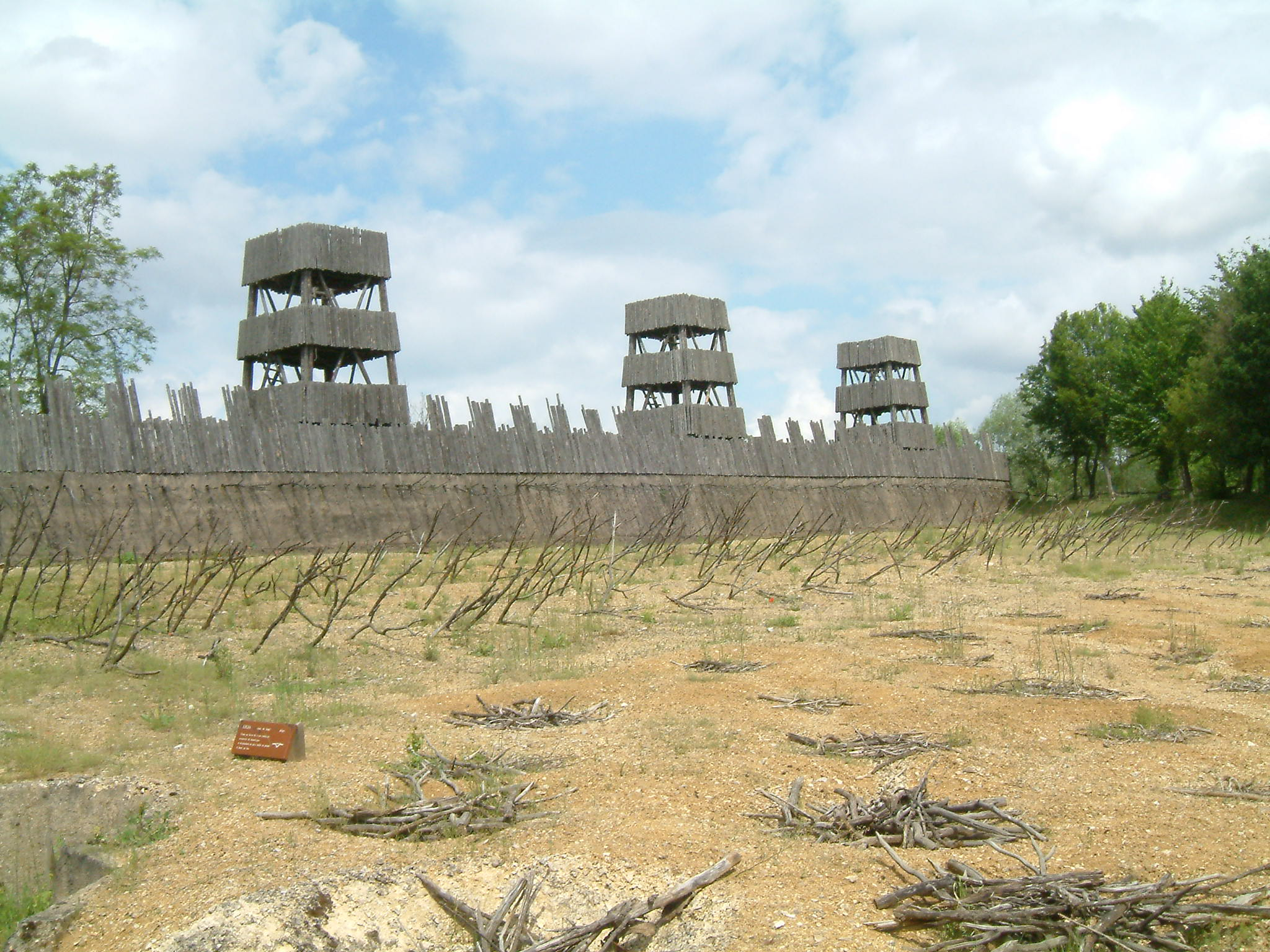
Ricostruzione delle fortificazioni dell'esercito di Cesare ad Alesia

L'assedio nell'antica Roma fu una delle tecniche utilizzate dall'esercito romano per ottenere la vittoria finale, sebbene le battaglie campali fossero ritenute l'unica vera forma di guerra. Ciò nonostante, non si deve cadere nella tentazione di sottovalutare l'importanza che l'azione d'assedio poteva avere nel quadro bellico di quell'epoca. Annibale non riuscì a debellare la potenza di Roma perché, pur avendo sconfitto gli eserciti romani in campo aperto, era risultato incapace di assaltare la città di Roma. Con l'andare del tempo gli eserciti della tarda Repubblica romana ed Imperiale divennero particolarmente propensi anche nella guerra d'assedio: la conquista della Gallia da parte di Gaio Giulio Cesare fu la combinazione di tutta una serie di battaglie campali e di lunghi assedi, che culminò con quello di Alesia del 52 a.C. Impadronirsi del centro principale di un popolo nemico, sembrò essere la soluzione migliore per portare a termine un conflitto, come accadde anche al tempo di Traiano, durante la conquista della Dacia, quando la capitale nemica, Sarmizegetusa Regia, fu cinta d'assedio e occupata. Allo scopo furono, pertanto, necessarie numerose opere (un agger sormontato da una palizzata, con fossati intorno, oltre a rampe e trabocchetti di varia natura) e macchine d'assedio per varietà e funzionalità, impegnando i soldati nella realizzazione di importanti lavori di ingegneria militare.
(Frontino, Stratagemata, IV, 7, 2.)

## Tecniche d'assedio
I Romani utilizzarono tre principali tecniche d'assedio per impadronirsi delle città nemiche:
1. per fame (occorreva più tempo, ma minor perdite di vite umane da parte degli assalitori), creando tutto intorno alla città assediata una serie di fortificazioni (una controvallazione interna[2] e, a volte, una circonvallazione esterna,[3] come nel caso di Alesia[4]) che impedissero al nemico di approvvigionarsi (di viveri ed anche di acqua, deviando gli stessi corsi dei fiumi) o peggio di scappare, sottraendosi all'assedio, nella speranza di condurre gli assediati alla resa. Il sito attaccato veniva poi circondato da numerose postazioni, dove la principale ospitava il quartier generale, oltre ad una serie di altri fortini collegati.[5]
2. con un massiccio attacco frontale, impiegando una grande quantità di armati, artiglieria, rampe e torri d'assedio. L'esito finale era normalmente più veloce ma con un alto prezzo in perdite di armati da parte dell'assalitore romano. In questo caso si effettuava un'azione preparatoria all'assalto, di artiglieria, per provocare danni alle mura, produrre perdite di vite umane tra gli assediati ed indebolire il morale dei sopravvissuti. Subito dopo i legionari si avvicinavano alle mura della città in formazione a testuggine, mentre arcieri e frombolieri lanciavano una "pioggia" di dardi (anche infuocati) contro gli assediati, a "copertura" dei fanti romani. Scale, torri mobili e arieti si avvicinavano anch'essi, fino a quando legioni e auxilia, raggiunta la sommità delle mura, ingaggiano una serie di duelli "corpo a corpo". Seguiva il saccheggio della città, ormai in balia delle armate romane.[6]
3. con un attacco improvviso ed inatteso, che non desse al nemico assediato il tempo di ragionare.

## Storia degli assedi romani più significativi
Con il tempo le varie tecniche d'assedio si perfezionarono nell'antica Roma, grazie anche all'apporto della cultura ellenica proveniente dalle città della Magna Grecia, degli Etruschi e dal confronto con il nemico cartaginese nel corso delle tre guerre puniche.

### Epoca repubblicana: primo periodo (509 - 201 a.C.)
508/504 a.C.? Roma, dopo la cacciata dell'ultimo re, avvenuta nel 509 a.C., fu assediata dal lucumone etrusco, Porsenna, che era stato chiamato dallo stesso Tarquinio il Superbo in suo aiuto, dopo che i Romani avevano istituito la Repubblica. La leggenda racconta che Porsenna, pieno di ammirazione per gli atti di valore di Orazio Coclite, di Muzio Scevola e di Clelia, desistette dal conquistarla, tornandosene a Chiusi.
502 a.C.Il primo impiego di macchine da guerra da parte dei Romani risalirebbe a quest'anno secondo Tito Livio, in occasione dell'assedio di Suessa Pometia, condotto con vineae ed altre strutture non ben definite. Da ciò se ne deduce che in quella circostanza già vi fossero dei tecnici militari per la costruzioni dei primi strumenti di poliorcetica.
436 a.C.La città di Fidene venne espugnata dai Romani con una nuova tecnica: mentre gli Etruschi si barricarono all'interno della città, i Romani con falsi attacchi da quattro diverse direzioni in quattro momenti diversi, coprirono il rumore degli scavi e arrivarono alla rocca attraverso una lunga galleria che passò sotto le mura nemiche.
396 a.C.Anche la città di Veio cadde pochi anni più tardi con la stessa tecnica della galleria scavata sotto le mura. La caduta della città etrusca ebbe luogo secondo la leggenda, dopo dieci lunghi anni d'assedio (parimenti a quanto era accaduto con la città di Troia).
390 o 386 a.C.La stessa Roma fu assediata e saccheggiata da un esercito di Galli Senoni guidati da un certo Brenno. Rappresenta uno degli episodi più traumatici della storia di Roma, tanto da essere riportata negli annali con il nome di Clades Gallica, ossia sconfitta gallica. Ne danno testimonianza Polibio, Livio, Diodoro Siculo, e Plutarco.
250 a.C.Nell'assedio di Lilibeo impiegarono con grande perizia tutte le tecniche d'assedio apprese durante le guerre pirriche degli anni 280-275 a.C., tra cui torri d'assedio, arieti e vinea. Vi è da aggiungere che un primo utilizzo di macchine da lancio da parte dell'esercito romano sembra sia stato introdotto dalla prima guerra punica, dove fu necessario affrontare i Cartaginesi in lunghi assedi di loro potenti città, difese da imponenti mura e dotate di una sofisticata artiglieria.

Archimede potrebbe aver usato i suoi specchi in modo collettivo per riflettere la luce del sole per bruciare le navi della flotta romana durante l'assedio di Siracusa.

214-212 a.C.Durante il lungo assedio di Siracusa operato dal console Marco Claudio Marcello, i Romani avevano un sufficiente bagaglio di esperienze negli assedi sia di mare che di terra, sebbene si scontrassero con le tecniche innovative difensive adottate da Archimede. Si racconta infatti che, quando:
(Plutarco, Vita di Marcello, 14.)
Ma Archimede preparò la difesa della città, lungo i 27 km di mura difensive, con nuovi mezzi d'artiglieria. Si trattava di baliste, catapulte e scorpioni, oltre ad altri mezzi come la manus ferrea e gli specchi ustori, con cui mise in seria difficoltà gli attacchi romani per mare e per terra. I romani dal canto loro continuarono i loro assalti dal mare con le quinqueremi e per terra dando l'assalto con ogni mezzo a loro disposizione (dalle torri d'assedio, agli arieti, alle vinae, fino alle sambuche).
(Polibio, Le Storie, VIII, 5.)
Marcello decise allora di mantenere l'assedio, provando a stritolare la città per fame. L'assedio si protrasse per ben 18 mesi, un tempo tanto lungo da far esplodere notevoli contrasti in Siracusa tra il popolo, tanto che la parte filoromana architettò il tradimento, permettendo ai Romani di fare irruzione in piena notte, quando furono aperti i cancelli della zona nord della città. Siracusa cadde e fu saccheggiata, non però la vicina isola di Ortigia, ben protetta da altre mura, che resistette ancora per poco. In quell'occasione trovò la morte anche il grande scienziato siracusano Archimede, che fu ucciso per errore da un soldato.

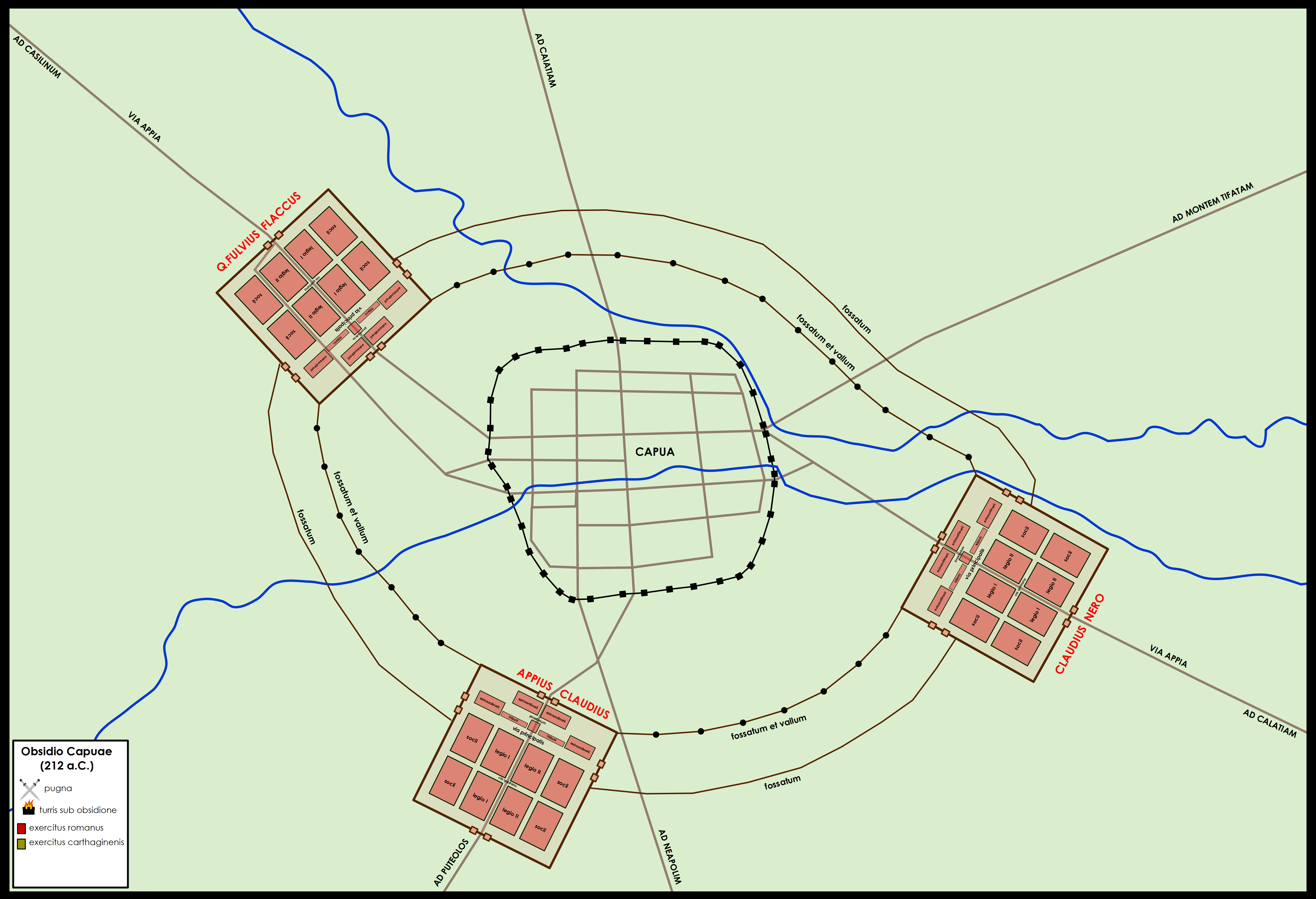
Le opere di fortificazione dei Romani intorno a Capua nel 212 a.C.

212-211 a.C.Nel corso della seconda guerra punica, Annibale se riuscì una prima volta a rompere l'assedio alla città di Capua (nel 212 a.C.), la seconda volta i Romani mantennero saldo le loro posizioni in Campania. E seppure Annibale avesse minacciato di assediare la stessa Roma:
(Frontino, Stratagemata, III, 18, 3.)
E così Annibale, constatato che le difese di Roma erano assai forti e gli assedianti romani di Capua non "rompevano l'assedio", abbandonò la città campana, che cadde poco dopo in mano romana.
209 a.C.Nel mezzo della seconda guerra punica, Publio Cornelio Scipione riuscì ad espugnare la città ibero-cartaginese di Cartagena (poi ribattezzata Nova Carthago), dove al suo interno fu trovato un arsenale di macchine da lancio pari a 120 catapulte grandi, 281 piccole, 23 baliste grandi e 52 piccole, oltre ad un notevole numero di scorpioni.

### Epoca repubblicana: secondo periodo (200 - 30 a.C.)
146 a.C.Durante la terza guerra punica, al termine dell'assedio di Cartagine, Appiano di Alessandria ci racconta che i Romani di Publio Cornelio Scipione Emiliano, catturarono più di 2.000 macchine da lancio (tra catapulte, baliste e scorpioni) nella sola capitale cartaginese.
134-133 a.C.Fu inviato ad assediare Numanzia, dopo tanti insuccessi romani, il console Publio Cornelio Scipione Emiliano, eroe della terza guerra punica. Costui, dopo aver saccheggiato il paese dei Vaccei, cinse d'assedio la città. L'armata comandata da Scipione era integrata da un nutrito contingente di cavalleria numidica, fornita dall'alleato Micipsa, al cui comando si trovava il giovane nipote del re, Giugurta. Per prima cosa, Scipione si adoperò per rincuorare e riorganizzare l'esercito scoraggiato dall'ostinata ed efficace resistenza della città ribelle; poi, nella certezza che la cittadella poteva essere presa solo per fame, fece costruire una circonvallazione (un muro di 10 chilometri tutto intorno) atta a isolare Numanzia e a privarla di qualsiasi aiuto esterno. Il console si adoperò poi a scoraggiare gli Iberi dal portare aiuto alla città ribelle, presentandosi con l'esercito alle porte della città di Lutia e obbligandola alla sottomissione e alla consegna di ostaggi. Dopo quasi un anno di assedio, i numantini, ormai ridotti alla fame, cercarono un abboccamento con Scipione, ma, saputo che questi non avrebbe accettato altro che una resa incondizionata, i pochi uomini in condizione di combattere preferirono gettarsi in un ultimo, disperato assalto contro le fortificazioni romane. Il fallimento della sortita spinse i superstiti, secondo la leggenda, a bruciare la città e a gettarsi fra le fiamme. I resti dell'oppidum furono rasi al suolo come Cartagine pochi anni prima.
87-86 a.C.Nel corso della prima guerra mitridatica, Lucio Cornelio Silla assediò per lungo tempo Atene che il 1º marzo dell'86 a.C. cadde nelle mani del proconsole romano.
74-73 a.C.Nel corso della terza guerra mitridatica, Mitridate VI assediò inutilmente Cizico, città romana, che fu liberata dal consolare Lucio Licinio Lucullo.
Inverno 73-72 a.C.Lucio Licinio Lucullo provvedette ad assediare alcune città del re del Ponto, Mitridate VI, tra cui Themiscyra, che si trovava sul fiume Termodonte. Qui Appiano di Alessandria racconta che i Romani costruirono grandi torri, alti tumuli e scavarono gallerie talmente larghe da poterci combattere intere grandi battaglie sotterranee. Gli abitanti della città allora, aprirono alcune galleria che accedessero a questi tunnel dei Romani, e vi gettarono dentro orsi ed altri animali feroci, oltre a sciami di api, contro coloro che vi stavano lavorando. Contemporaneamente i Romani assediarono anche Amisus, utilizzando altre modalità di assedio. Qui gli abitanti li respinsero con coraggio, facendo frequenti sortite, sfidandoli anche in campo aperto, grazie anche agli ingenti aiuti che Mitridate inviò loro, tra armi e soldati, provenienti da Cabira.
73-70 a.C.ancora Lucullo assediò la città di Amiso e dopo quasi tre anni riuscì ad occupare la città. Due anni più tardi, nel 68 a.C., fu la volta di Nisibis.
63 a.C.nel corso della guerra giudaica condotta da Gneo Pompeo Magno, la città di Gerusalemme fu assediata ed occupata grazie ad un espediente curioso:
(Cassio Dione Cocceiano, Storia romana, XXXVII, 16.2.)
57 a.C.Nel corso della conquista della Gallia, Cesare, prima che i Belgi si riprendessero dal terrore suscitato dalla recente strage occorsa loro presso il fiume Axona, condusse l'esercito nelle terre dei Suessioni, giungendo dinanzi al loro principale oppidum, Noviodunum (presso le odierne Soissons e Pommiers). La città fu cinta d'assedio, ma il loro re Galba, spaventato dalla grandezza delle opere d'assedio che il generale romano era riuscito ad approntare in così poco tempo, offrì la resa del suo popolo. La capitolazione, favorita anche dall'intercessione dei vicini Remi, fu suggellata dalla consegna di ostaggi (tra cui due figli dello stesso re Galba) e di tutte le armi che tenevano nella loro capitale. E sempre questo stesso anno, dopo aver conseguito una nuova vittoria nella battaglia del fiume Sabis, il proconsole romano, decise di marciare contro gli Atuatuci, che si erano riuniti tutti in un'unica roccaforte la cui notevole fortificazione era aiutata dalla natura stessa dei luoghi. Così Cesare descrive l'assedio della città (probabilmente Namur):

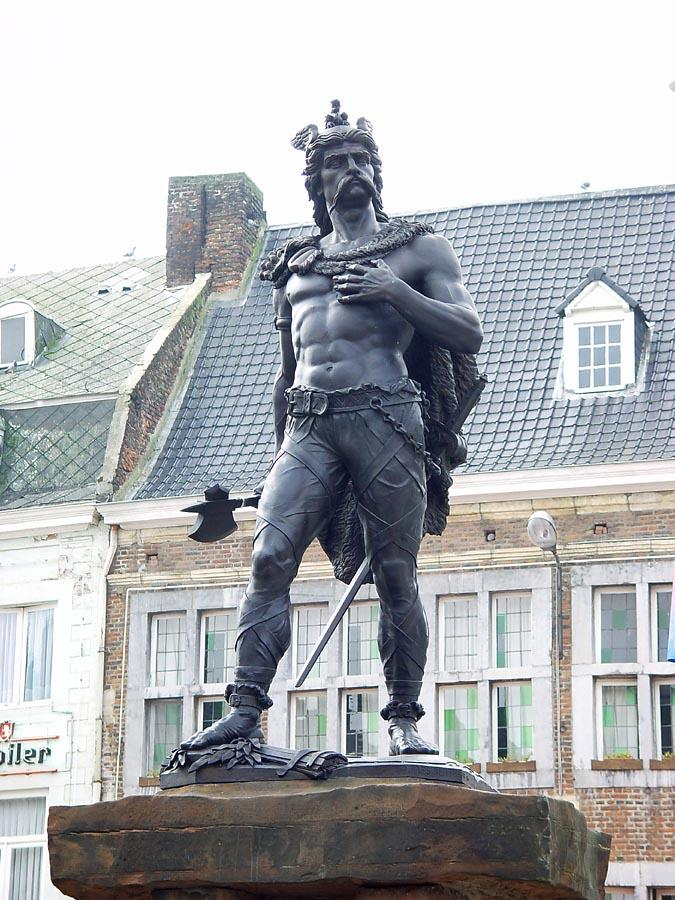
Statua del capo degli Eburoni, Ambiorige, posta nella piazza dell'antica città di Atuatuca, oggi Tongeren.

(Cesare, De bello Gallico, II, 29-33.)
54 a.C.Le legioni che erano ancora acquartierate nei loro rispettivi hiberna, furono attaccate dal popolo celtico degli Eburoni (regione delle Ardenne). Tale rivolta era guidata da Ambiorige e Catuvolco. L'accampamento romano dei legati Quinto Titurio Sabino e Lucio Aurunculeio Cotta, posto con ogni probabilità presso Atuatuca, fu attaccato e completamente circondato. Ambiorige avendo però constatato che l'assedio al castrum romano era difficilmente attaccabile e che comunque sarebbe caduto solo a prezzo di ingenti perdite tra i suoi, decise di cambiare tattica, riuscedno a convincere con l'inganno i Romani ad uscire dall'accampamento. Quando le truppe romane si trovarono allo scoperto, al centro di una vallata boscosa, l'esercito degli Eburoni le attaccò in massa e massacrò quasi completamente una legione, cinque coorti romane ed i loro comandanti. Solo pochi superstiti riuscirono a raggiungere il campo di Labieno ed avvertirlo dell'accaduto.
Dopo questa vittoria, Ambiorige riuscì ad ottenere l'appoggio degli Atuatuci, dei Nervi e di numerosi popoli minori come i Ceutroni, i Grudi, i Levaci, i Pleumossi ed i Geidunni, per assediare il campo di Quinto Cicerone e della sua legione (attestati presso l'oppidum di Namur). L'assedio durò un paio di settimane, fino all'arrivo dello stesso Cesare. Nel corso di questo assedio, particolarmente difficile per la legione romana, i Galli riuscirono a mettere in atto tecniche e strumenti di assedio simili a quelle dei Romani, dai quali le avevano ormai in parte appresi (anche grazie ai prigionieri romani ed ai disertori). Anche questa volta Ambiorige tentò di convincere il legato ad abbandonare il campo, promettendogli di proteggere la sua ritirata. Ma Quinto Cicerone, a differenza di Sabino, non cadde nel tranello del capo degli Eburoni, pur non sapendo che poco prima ben quindici coorti erano state massacrate, e riuscì a resistere, tra enormi sforzi e numerose perdite umane, fino all'arrivo di Cesare. Frattanto Cesare, a capo di due legioni che era riuscito a reperire dopo essersi ricongiunto con Gaio Fabio e Marco Crasso, giunto in prossimità di Cicerone, seppe dallo stesso Cicerone che la grande massa di assedianti (circa sessantamila Galli) si stava dirigendo contro lo stesso Cesare. Il proconsole, costruito un campo con grande rapidità, riuscì a battere gli aggressori ed a metterli in fuga, liberando così e definitivamente Cicerone dall'assedio, attuando un espediente:

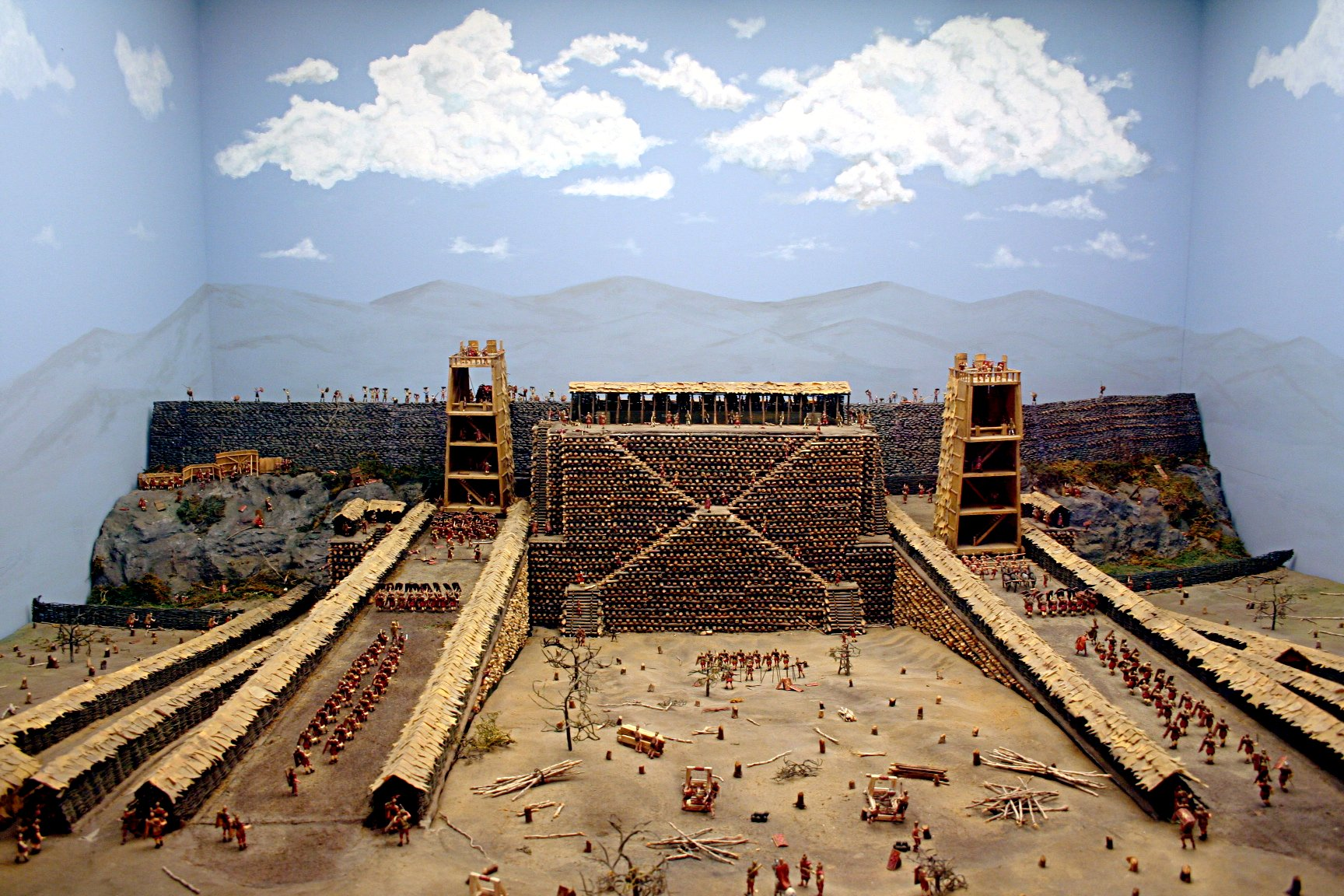
Ricostruzione dell'assedio di Avarico.

(Frontino, Stratagemata, III, 17, 6.)
52 a.C.Ad Avarico, poiché la natura del luogo impediva di cingere la città con una linea fortificata continua, come invece fu poi possibile ad Alesia, Cesare dovette costruire una gigantesca rampa d'assedio (larga quasi 100 metri e alta 24 metri), con grande dispendio di energie e perdite di uomini a causa delle continue sortite che gli assediati compivano mentre i Romani erano intenti a costruire, come ci racconta lo stesso Cesare:
(Cesare, De bello Gallico, VII, 22.)
Alla fine però i Romani riuscirono a superare le difese nemiche dopo 27 giorni d'assedio, quando Cesare approfittò di un temporale per avvicinare una delle torri d'assedio alle mura della città, nascondendo molti dei soldati all'interno delle vineae, ed al segnale convenuto riuscendo ad irrompere con grande velocità sugli spalti della città.

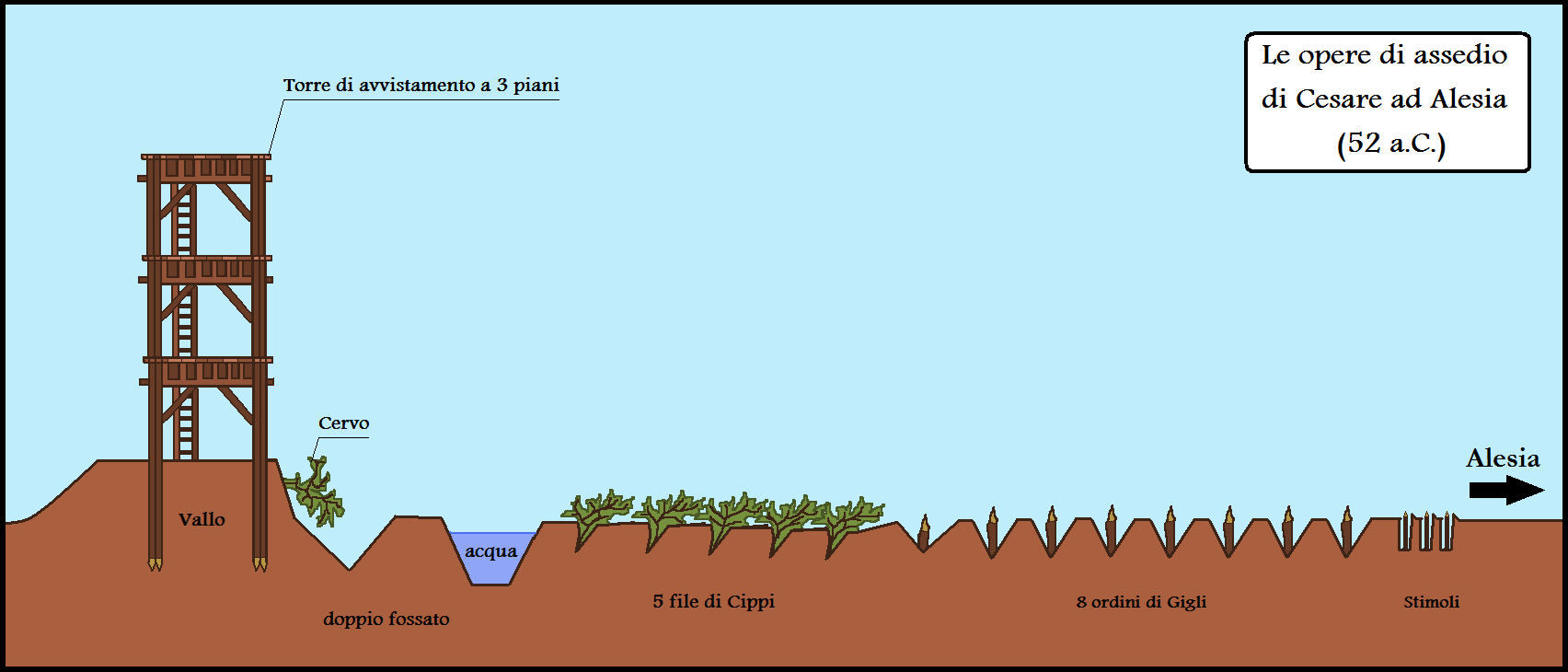
Ricostruzione grafica delle fortificazioni realizzate dal gruppo dei genieri di Cesare durante l'assedio di Alesia (52 a.C.).

52 a.C.Ad Alesia, Cesare, per garantire un perfetto blocco degli assediati, ordinò la costruzione di una serie di fortificazioni, chiamate "controvallazione" (interna) e "circonvallazione" (esterna), attorno all'oppidum gallico. Tali opere furono realizzate a tempo record in tre settimane, la prima "controvallazione" di quindici chilometri tutto intorno all'oppidum nemico (pari a dieci miglia romane) e, all'esterno di questo, per altri quasi ventun chilometri (pari a quattordici miglia). Le opere comprendevano anche due valli (uno esterno ed uno interno) sormontati da una palizzata; due fosse, la più vicina delle quali alla fortificazione, fu riempita con l'acqua dei fiumi circostanti; tutta una serie di trappole e profonde buche, dal "cervus" sul fronte del vallo sotto la palizzata, a cinque ordini di "cippi", otto di "gigli" e numerosi "stimoli"; quasi un migliaio di torri di guardia presidiate dall'artiglieria romana, ventitré fortini ("castella"), quattro grandi campi per le legioni (due per ciascun castrum) e quattro campi per la cavalleria, legionaria, ausiliaria e germanica.
49 a.C.Sappiamo da Cesare che durante l'assedio di Brindisi stabilì di bloccare le uscite dal porto. All'imboccatura del porto che è più stretta, fece gettare un terrapieno lungo entrambe le rive, in quanto il mare in quel punto era poco profondo. Poco più avanti, a causa della profondità crescente, face inserire sul prolungamento della diga coppie di zattere, il cui lato era di trenta piedi. Dopo averle posizionate per bene, ne aggiunse altre di eguale grandezza, coprendole di come se fosse il prolungamento naturale del terrapieno, in modo da potervi accedere facilmente in caso di loro difesa. Sulla parte esterna e lungo i due lati furono protette da graticci e plutei, mentre ogni quattro zattere vennero innalzate delle torri a due piani, per difendere meglio l'opera di fortificazione da eventuali assalti delle navi nemiche e dagli incendi.
Durante il successivo assedio di Marsiglia furono impiegati alcuni muscoli, le cui dimensioni erano di circa 60 piedi di lunghezza (pari a circa 18 metri).

### Epoca alto imperiale: fase offensiva (30 a.C.-211 d.C.)

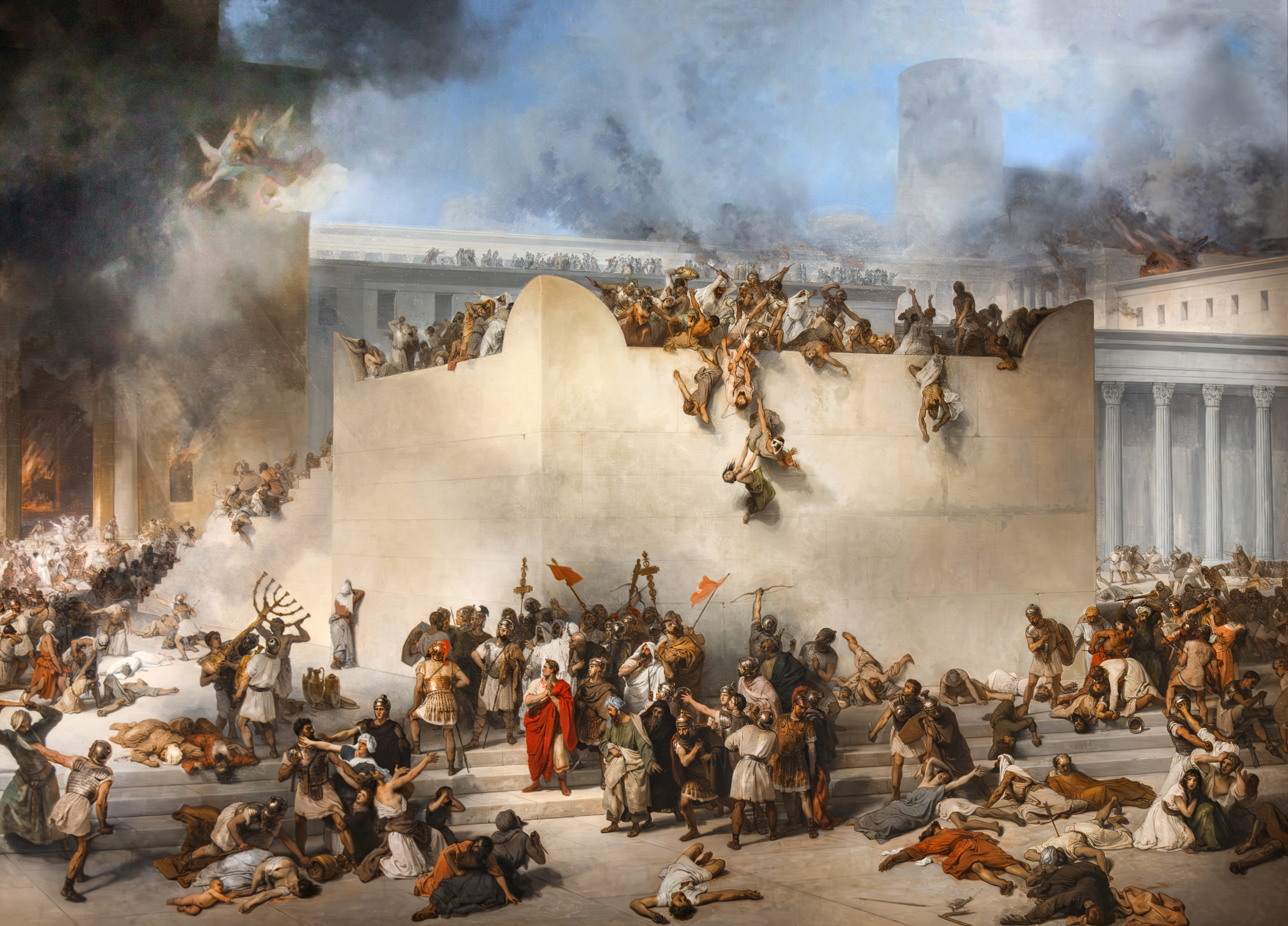
La distruzione del Tempio, da un dipinto di Francesco Hayez conservato a Venezia, fu l'ultimo atto del grande assedio di Gerusalemme.

24 a.C.La spedizione romana in Arabia Felix portò un'armata romana, sotto il comando del governatore d'Egitto, Elio Gallo, lungo le rotte per l'India, fino allo Yemen. Al termine di un lungo viaggio durato sei mesi, Gallo raggiunse la città chiamata Marsiaba o Mariaba (l'attuale Ma'rib nello Yemen), che apparteneva alla tribù dei Rhammanitae, il cui re era un certo Ilasarus. La città fu assediata per sei giorni, ma riuscì a resistere, favorita dalla mancanza d'acqua da parte degli assedianti romani. Gallo fu così costretto a fermarsi a soli due giorni di marcia dal paese che produceva spezie ed a riportare i resti della sua malconcia armata, provata da sete, fame e malattie, in Egitto.
67Con l'inizio delle ostilità tra Romani e Giudei, Vespasiano riuscì, dopo un lungo e difficile assedio, ad occupare la città fortificata di Iotapata. Nuovi e importanti assedi si svolsero ancora nel corso della prima guerra giudaica e videro la presa da parte delle armate romane di Vespasiano delle città di Tarichee e Gamala.
69Nel corso della guerra civile scoppiata dopo la morte di Nerone per succedergli, la città di Cremona fu assediata per ben due volte: la prima, senza successo, dai Vitelliani ai danni dei sostenitori di Otone (mese marzo); la seconda dai Flaviani ai danni dei Vitelliani (fine ottobre), portando le stesse legioni fedeli al futuro imperatore, Vespasiano, ad un saccheggio sfrenato della città per ben quattro giorni.
(Tacito, Historiae, III, 33.)
70La prima guerra giudaica ebbe nell'assedio di Gerusalemme l'operazione "chiave" della vittoria romana. Si racconta che il futuro imperatore Tito, per prima cosa costruì intorno alla città assediata oltre ad un grande campo, utilizzato come quartier generale, tredici forti collegati tra loro da una controvallazione di quasi 8 km e ben 5 rampe d'assedio. Egli poi tentò di ridurre le riserve di cibo ed acqua degli assediati, permettendo ai pellegrini di entrare in città per la consueta visita al tempio in occasione di Pesach, ma impedendo loro di uscire. A metà maggio, Tito riuscì a distruggere la terza cinta muraria con gli arieti e poi a sfondare anche la seconda cinta. L'obiettivo successivo fu la Fortezza Antonia, posta a nord della Monte del Tempio, costringendo i Romani a combattere strada per strada contro gli Zeloti. E dopo un iniziale tentativo di negoziare la pace, gli assediati riuscirono a impedire la costruzione di torri d'assedio nei pressi della fortezza Antonia, ma cibo ed acqua iniziarono a scarseggiare. Fu così che piccoli gruppi di rifornitori riuscirono a penetrare tra le linee romane degli assedianti, ed a portare di nascosto in città alcune provviste. Per fermare in modo definitivo i rifornimenti provenienti dall'esterno, Tito decise di erigere un muro tutto intorno alla città e, contemporaneamente, di riprendere la costruzione delle torri d'assedio. Finalmente dopo altri tentativi falliti di scalare e penetrare le mura della Fortezza Antonia, i Romani riuscirono ad irrompere di nascosto, sorprendendo le guardie zelote immerse nel sonno, permettendo loro di conquistare la fortezza, che forniva una piattaforma perfetta per attaccare il tempio stesso. Gli arieti sembra che ebbero poco successo, ma i combattimenti successivi riuscirono ad appiccare il fuoco alle mura. Le fiamme si diffusero rapidamente e presto il Tempio fu distrutto, mentre l'incendio si propagò nei quartieri residenziali vicini, tanto che le legioni romane furono in grado di annientare la residua resistenza ebraica, anche se dopo la costruzione di nuove torri d'assedio. Era il 7 settembre e Gerusalemme era caduta in mano ai Romani.

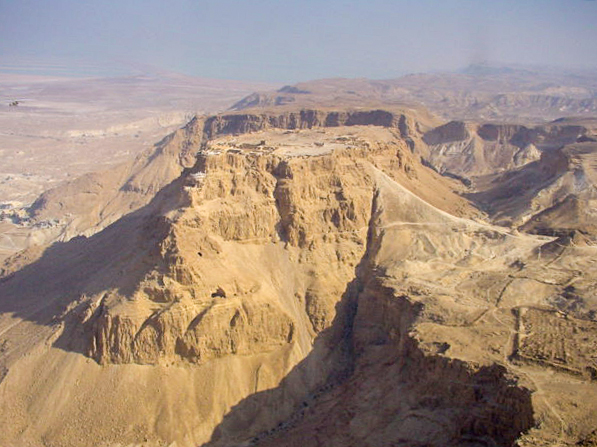
l'assedio di Masada, ultima roccaforte della rivolta giudaica, caduta in mano romana nel 74.

74L'assedio di Masada si racconta che durò per molto tempo, nel corso del quale furono adottate tutte le tecniche possibili per ottenere la vittoria finale, a partire dalla costruzione di otto forti intorno alla fortezza giudaica (sei piccoli e due grandi), collegati tra loro da una controvallazione di 3,6 km, oltre ad una gigantesca rampa (alta 200 cubiti tra terra e pietre, oltre a 50 cubiti di una piattaforma in legno) sormontata da una torre alta 60 cubiti, tutta ricoperta di ferro, dall'alto della quale i Romani posero catapulte e baliste ed un grande ariete. Alla fine il capo zelota Eleazar Ben Yair, parlò alla sua gente inducendola ad un suicidio collettivo, considerata la situazione ormai disperata. I Romani raggiunsero la sommità della fortezza e trovarono gli assediati tutti morti.

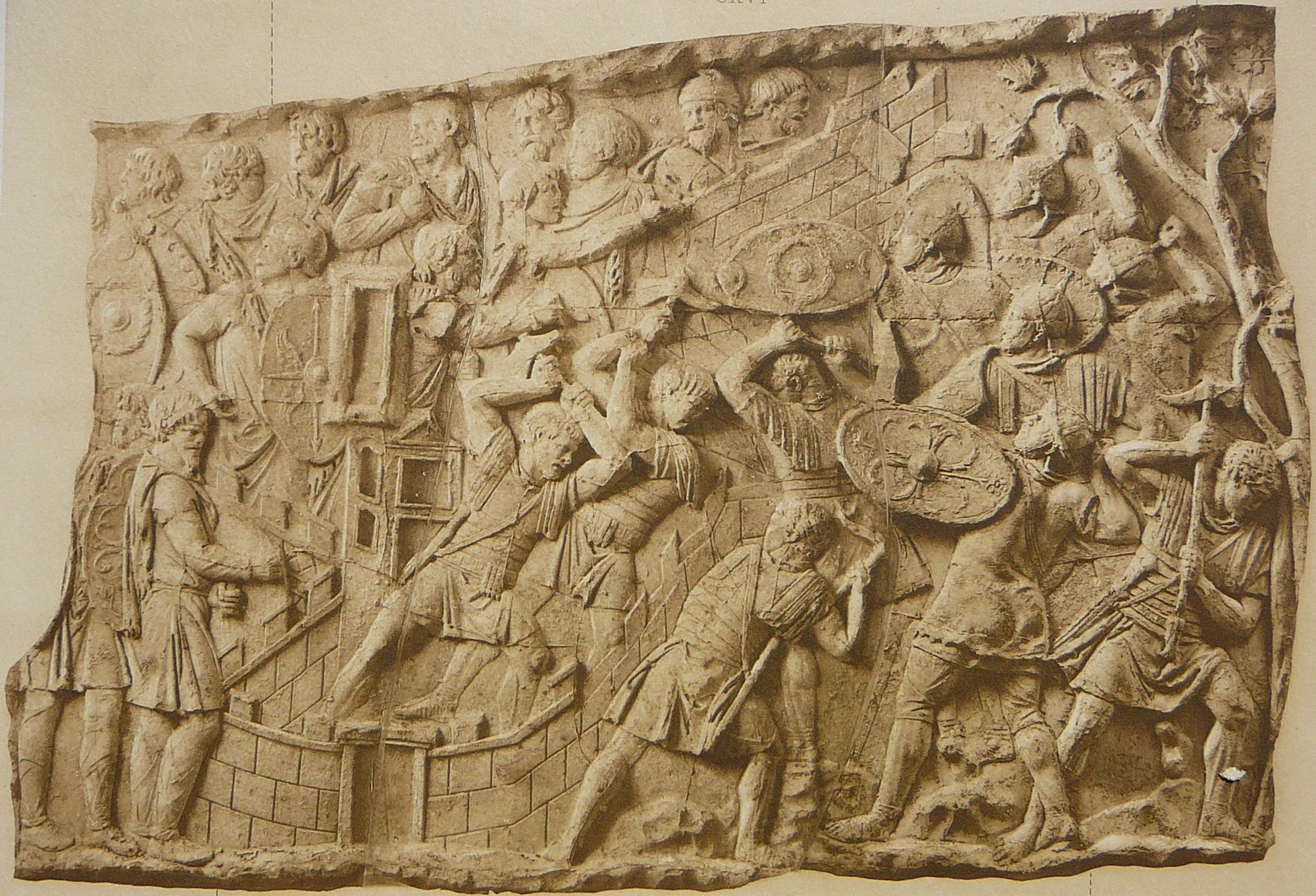
La scena sembra rappresentare l'assedio di Sarmizegetusa Regia del 106, poco prima della resa definitiva di Decebalo e della conquista romana della Dacia.

106Nel corso dell'ultimo anno di campagna in Dacia, da parte dell'imperatore Traiano, il re dace Decebalo, attaccato da due fronti come rappresentato anche sulla Colonna (forse dal versante delle "Porte di ferro" e da quello del passo della Torre Rossa), oppose una resistenza così disperata che i Romani lasciarono sul campo numerosi morti e feriti, vittime della feroce combattività dei Daci. Alla fine, dopo un lungo e sanguinoso assedio, anche Sarmizegetusa Regia capitolò sotto i colpi degli eserciti romani riunitisi verso la fine dell'estate di quell'anno. Le fasi salienti di questo assedio sono rappresentate anch'esse sulla Colonna Traiana, nella quale viene raffigurato anche il suicidio finale che i capi daci si inflissero per evitare di essere fatti prigionieri dai Romani. Caddero infine, una dopo l'altra, tutte le rocche fortificate della zona di Orăștie: da Popești a Cetățeni, Piatra Neamț, Pecica, Piatra Craivii, Căpâlna, Costești, Bănița, Bălănești fino a Tilișca. Nel corso di queste campagne furono utilizzate, oltre alle solite macchine d'assedio, anche numerose testuggini rostrate, carrobaliste e cheiroballistre, come vengono rappresentate sulla Colonna stessa.
116Traiano nel corso delle sue campagne partiche riuscì ad assediare ed espugnare la loro capitale, Ctesifonte, non invece l'importante roccaforte di Hatra.
165Lucio Vero nel corso delle sue campagne partiche riuscì ad assediare ed espugnare la loro capitale, Ctesifonte.
169-170Una delle maggiori città dell'Impero romano, Aquileia, fu costretta a subire un assedio da parte di una massa di barbari mai vista prima d'allora (soprattutto Quadi, Marcomanni e Vandali Asdingi), che si era riversata in modo devastante nell'Italia settentrionale, nel cuore della Venetia. Enorme fu l'impressione provocata: era dai tempi di Mario (102-101 a.C.) che una popolazione barbarica non assediava dei centri del nord Italia.

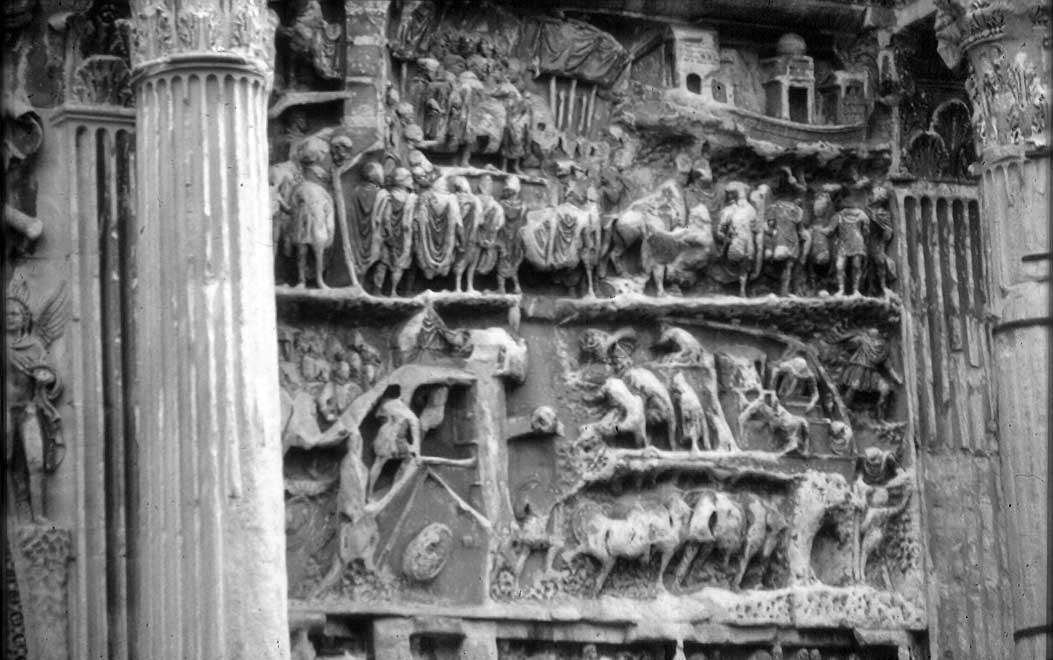
Rilievo dell'arco di Settimio Severo nel Foro romano, dove è rappresentato lAssedio e la presa di Ctesifonte (marmo 4,90 x 4 metri).

197Settimio Severo nel corso delle sue campagne partiche riuscì ad assediare ed espugnare la loro capitale, Ctesifonte. Le armate di Severo dopo aver varcato l'Eufrate per la seconda volta, presso Zeugma, si diressero con grandi macchine d'assedio alla volta di Edessa, che gli spalancò le porte, inviandogli alti dignitari e vessilli quale atto di sottomissione. Severo continuò la sua avanzata con una grande flotta lungo l'Eufrate, dove raggiunse e sottomise prima Dura Europos, poi Seleucia, mettendo in fuga la cavalleria catafratta dei Parti. L'avanzata proseguì con la cattura di Babilonia che poco prima era stata abbandonata dalle forze nemiche e, verso la fine dell'anno, anche la stessa capitale dei Parti, Ctesifonte, fu posta sotto assedio. La città ormai circondata, tentò inutilmente di resistere all'impressionante macchina militare che l'imperatore romano era riuscito a mettere insieme (circa 150.000 armati). Quando ormai era prossima alla capitolazione, il re Vologase V abbandonò i suoi e fuggì verso l'interno dei suoi territori. La città fu saccheggiata come era successo in passato ai tempi di Traiano (nel 116) e Lucio Vero (nel 165).

### Epoca alto imperiale: fase difensiva (211-285 d.C.)

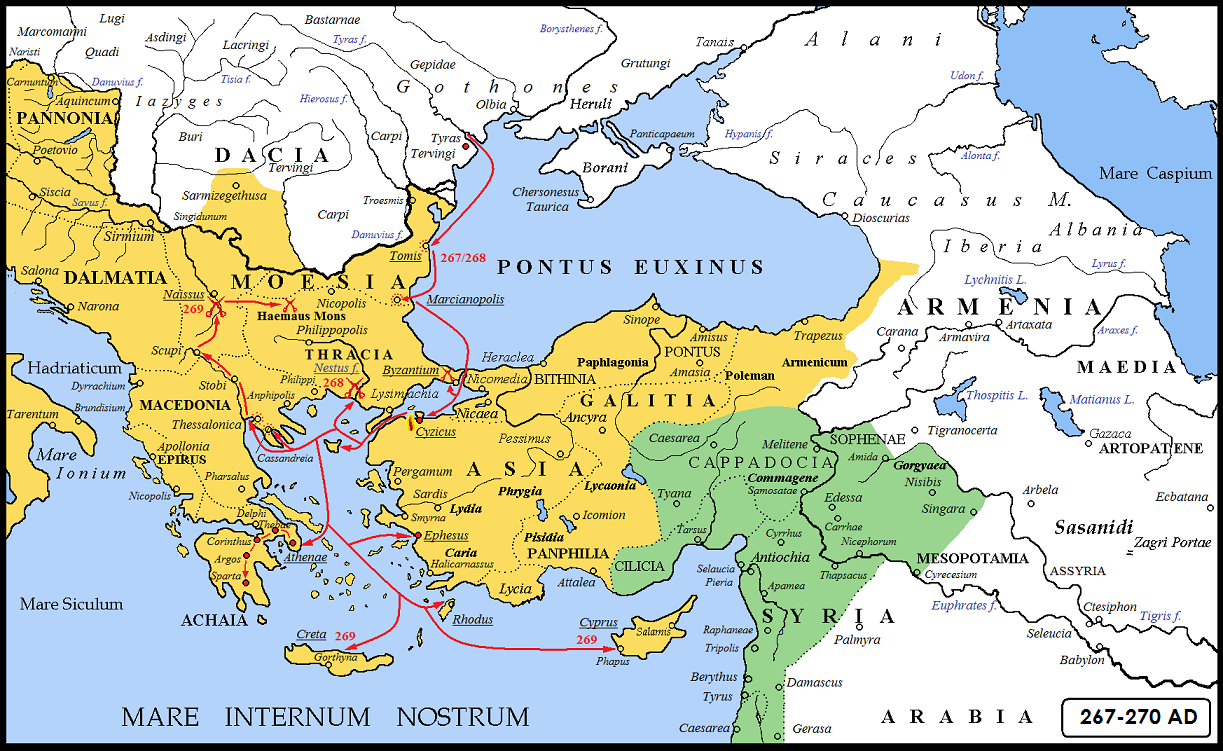
L'invasione delle genti gotiche del 267/268-270 durante i regni di Gallieno e Claudio il Gotico. In colore verde il regno di Palmira della regina Zenobia e Vaballato.

229-230Con la crisi del III secolo, cominciarono ad invertirsi le parti tra Roma ed i barbari/Sasanidi: sempre più città dell'Impero romano, furono assediate da forze esterne al confini imperiali. Nel 229, con l'ascesa al trono del primo sovrano sasanide, Ardashir I, le armate persiane assediarono, seppure inutilmente, la città "cliente" di Hatra (per farne una base di attacco contro i Romani).
238L'imperatore Massimino Trace, giunto ad Aquileia, posta all'incrocio di importanti vie di comunicazione e deposito dei viveri e dell'equipaggiamento necessari ai soldati, fu costretto a porre la città sotto assedio, poiché aveva chiuso le sue porte all'imperatore (dopo aver ricostruito parte delle sue antiche mura), dietro il volere del Senato di Roma. Ciò permise ai suoi avversari di organizzarsi, come fece Pupieno raggiungendo la città di Ravenna, da cui diresse la difesa della città assediata. Sebbene il rapporto di forze fosse ancora a vantaggio di Massimino, il prolungato assedio, la penuria di viveri e la rigida disciplina imposta dall'imperatore causarono l'ostilità delle truppe verso l'imperatore, tanto che i soldati della Legio II Parthica, prima strapparono le sue immagini dalle insegne militari, per segnalarne la deposizione, poi lo assassinarono nel suo accampamento, assieme al figlio Massimo (10 maggio).
237-240Nel corso delle campagne mesopotamiche di Ardashir I le città della provincia romana di Mesopotamia, Nisibi e Carrhae, furono assediate e occupate dai Sasanidi verso la fine del 237/inizi del 238. L'anno successivo una nuova invasione delle armate sasanidi pose sotto assedio la città-fortezza di Dura Europos, avamposto romano sull'Eufrate. Nel 240, Ardashir I riuscì finalmente nell'impresa di occupare e distruggere l'importante città-roccaforte di Hatra, alleata dei Romani, occupando poi buona parte della Mesopotamia romana, arrivando forse anche ad assediare ed occupare la stessa Antiochia di Siria.
248-250Con il III secolo, le continue invasioni barbariche del III secolo, portarono l'Impero romano ad essere ora posto, egli stesso, "sotto assedio". Nel corso del 248 una nuova incursione di Goti, ai quali era stato rifiutato il contributo annuale promesso da Gordiano III, e di Carpi loro associati, portò ancora una volta devastazione nella provincia di Mesia inferiore. L'invasione fu fermata da un generale di Filippo l'Arabo, Decio Traiano, futuro imperatore, presso la città di Marcianopoli, che era rimasta sotto assedio per lungo tempo. La resa fu anche possibile grazie all'ignoranza dei Germani in fatto di macchine d'assedio e probabilmente, come suggerisce Giordane, «dalla somma versata loro dagli abitanti». L'anno successivo (nel 249) una nuova invasione di Goti si spinse in Tracia fino a Filippopoli (l'odierna Plovdiv), dove assediarono il governatore Tito Giulio Prisco Nel 250 l'imperatore Decio, riuscì a sorprendere ed a battere i Goti di Cniva mentre questi stava assediando da alcuni mesi la città mesica di Nicopoli.

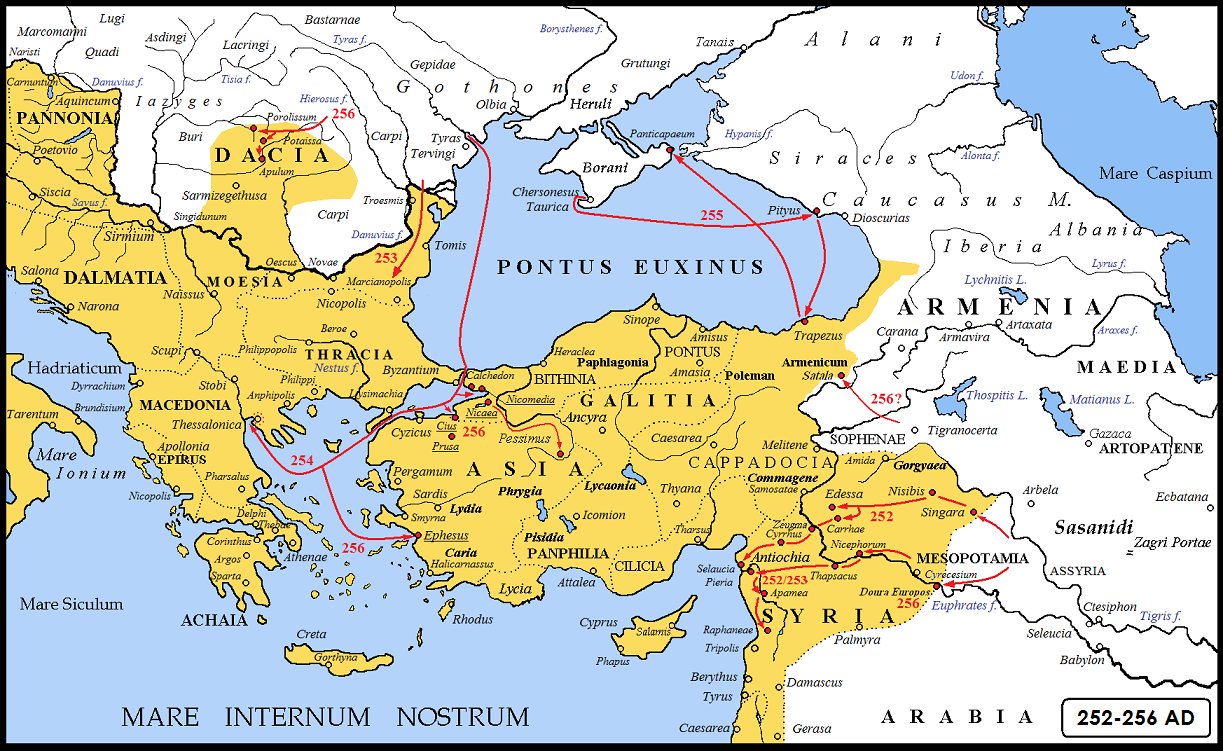
Invasioni barbariche di Goti, Borani, Carpi, contemporanee a quelle dei Sasanidi di Sapore I, degli anni 252-256, durante il regno di Valeriano e Gallieno.

252-257Sapore I, re sasanide, organizzò una violenta offensiva contro le province orientali dell'Impero romano. Le truppe persiane occuparono, prima la provincia di Mesopotamia, e poi, si impossessarono dopo un difficile assedio della stessa Antiochia, dove razziarono un ingente bottino, trascinando con loro numerosi prigionieri. Si racconta che oltre alla capitale della Siria (nel 252/253), altre importanti roccaforti furono sottratte al dominio romano come Carre, Nisibi (nel 252) e Dura Europos (nel 256), costringendo l'imperatore Valeriano ad intervenire.
260Lungo il Limes della Germania inferiore orde di Franchi riuscirono ad impadronirsi della fortezza legionaria di Castra Vetera e assediarono Colonia, risparmiando invece Augusta Treverorum (l'odierna Treviri). Contemporaneamente lungo il fronte orientale Edessa fu assediata sembra inutilmente, mentre Tarso (in Cilicia), Antiochia (in Siria) e Cesarea (in Cappadocia) caddero sotto i colpi delle armate sasanidi di Sapore I. oltre all'intera Mesopotamia romana.
262I Goti compirono una nuova incursioni via mare lungo le coste del Mar Nero, riuscendo ad assediare e saccheggiare Bisanzio, l'antica Ilio ed Efeso.
(Zosimo, Storia nuova, I, 39.1.)
fine del 267-inizi del 268 Una nuova ed immensa invasione da parte dei Goti, unitamente a Peucini, agli "ultimi arrivati" nella regione dell'attuale mar d'Azov, gli Eruli, ed a numerosi altri popoli prese corpo dalla foce del fiume Tyras (presso l'omonima città) e diede inizio alla più sorprendente invasione di questo terzo secolo, che sconvolse le coste e l'entroterra delle province romane di Asia Minore, Tracia e Acaia affacciate sul Ponto Eusino e sul Mar Egeo. Essi riuscirono a porre sotto assedio numerose città imperiali, cominciando con Cizico, pur senza successo, ma occupando in seguito la futura città di Crisopoli (di fronte a Bisanzio), e ponendo nuovi assedi alla città di Cassandreia e di Tessalonica, e portando devastazione anche nell'entroterra della provincia di Macedonia.
268L'imperatore Gallieno fu costretto a tornare in Italia per assediare a Milano l'usurpatore Aureolo, che aveva tentato di usurpargli il trono.
269La morte prematura di Claudio il Gotico, costrinse Aureliano a concludere rapidamente la guerra contro i Goti in Tracia e nelle Mesie, ponendo fine agli assedi di Anchialus (nei pressi della moderna Pomorie, lungo le coste bulgare del Mar Nero), e di Nicopolis ad Istrum.
272L'imperatore Aureliano pose fine al regno di Zenobia, quando dopo aver liberato la città di Antiochia, sconfisse l'esercito palmireno prima ad Immae e poi ad Emesa, arrivando ad assediare la stessa Palmira, che in breve fu conquistata. La regina fu raggiunta sulle rive dell'Eufrate e catturata insieme al figlio.
278L'imperatore Probo, si recò, al termine di quell'anno, in Isauria per domare una rivolta di briganti (con assedio finale presso la loro roccaforte di Cremna, in Pisidia).

### Epoca tardo imperiale (286-476 d.C.)

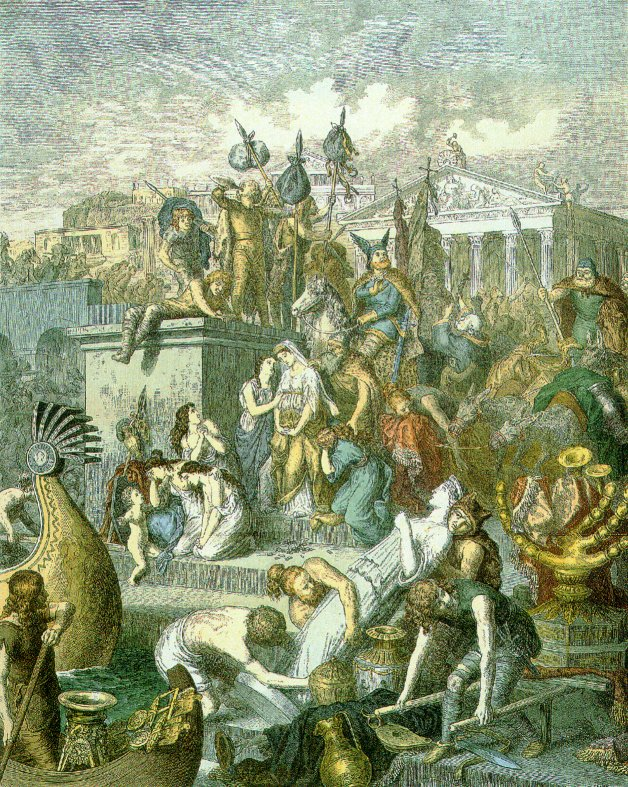
I Vandali di Genserico saccheggiano Roma, come rappresentato nel dipinto qui sopra.

L'Impero romano dopo la crisi del III secolo con il periodo dell'anarchia militare, ma soprattutto dopo la disfatta di Adrianopoli del 378, fu esso stesso posto sotto assedio dalle popolazioni barbariche che premevano lungo i suoi confini da settentrione, e dall'impero sasanide da Oriente.
337/338Poco dopo la morte di Costantino I, il re sasanide, Sapore II, riprese le ostilità e assediò inutilmente Nisibi (cosa che era accaduta in passato nel 326, e che accadde anche nel 346 e nel 350). Si racconta che la città riuscì a respingere l'invasore grazie alla popolazione, guidata dal vescovo della città.
359Ancora Sapore II, riuscì dopo un assedio durato settantatré giorni, a occupare la città di Amida, sebbene numerosi attacchi portati con le grandi macchine di assedio, fossero stati ripetutamente respinti, con gravi danni per i Persiani e le macchine stesse. I Romani capitolarono quando si trovarono a combattere oltre al nemico sasanide, anche una pestilenza. La città ormai stremata, alla fine cadde a seguito di un attacco notturno, portato simultaneamente da Sapore e Grumbates con torri d'assedio e frecce incendiarie.
363Nel corso della campagna sasanide di Giuliano, poiché i Romani mancavano delle necessarie macchine d'assedio, e non era, pertanto, possibile prendere Ctesifonte in tempi ragionevoli, Giuliano, per evitare di essere circondato da Sapore II, decise di "rompere l'assedio" e di muovere verso il nord della Mesopotamia, per riunirsi con il contingente di Procopio.
402il generale dell'Impero romano d'Occidente, Stilicone, riuscì a liberare Milano dall'assedio dei Visigoti di Alarico, riuscendoli a battere poco dopo presso Pollenzo.
408-410Il re visigoto Alarico, pose l'assedio alla città di Roma per ben tre volte in questi anni, fino a quando non riuscì a saccheggiarla nel 410, dopo circa ottocento anni dal precedente sacco gallico del 390/386 a.C. Si racconta che i Visigoti bloccarono prima tutte le vie d'accesso, compreso il Tevere e i rifornimenti dal porto di Ostia, contemporaneamente l'assedio durò senza sosta per cinque mesi, costringendo la popolazione affamata a cibarsi addirittura di gatti, topi, cani. Le malattie infettive mieterono molte vittime (le fonti parlano di peste, ma si trattò più verosimilmente di colera) e sono citati anche episodi di cannibalismo. L'assedio colpì soprattutto le fasce più povere della popolazione, e fu probabilmente di un disperato gruppo di affamati la decisione di far terminare l'assedio. Nella notte del 24 agosto del 410, la Porta Salaria venne aperta agli assedianti (che evidentemente non avevano macchine d'assedio adeguate), e Roma fu saccheggiata.
411L'usurpatore Costantino fu assediato ad Arles da Geronzio, dove però giunse anche un altro generale di Onorio, l'energico Flavio Costanzo (il futuro imperatore Costanzo III). Sebbene Geronzio fosse stato sconfitto e messo in fuga, Costanzo proseguì l'assedio fino a quando Costantino fu obbligato ad arrendersi. L'usurpatore sconfitto, però, non giunse vivo alla corte di Onorio.
443Le armate unne di Attila volsero la loro attenzione all'Impero romano d'Oriente, compiendo razzie lungo il Danubio, fino ad occupare le importanti fortezze romane di Ratiaria e Naissus (oggi Niš), utilizzando i barbari stessi macchine d'assedio come arieti e alte torri. Si racconta che quando Attila attaccò e devastò Naissus, le rive del fiume della città si coprirono di un numero impressionante di cadaveri.
455Ancora i barbari riuscirono a porre sotto assedio e poi saccheggiare la città di Roma. Si trattava dei Vandali di Genserico, allora in guerra con l'Imperatore Petronio Massimo. Si racconta che Genserico salpò con la sua potente flotta da Cartagine, risalì il Tevere, riuscendo poi a saccheggiarla. All'arrivo dei Vandali Papa Leone I implorò il re barbaro di non distruggere la città antica o di uccidere i suoi abitanti. Genserico acconsentì. Entrò dalla Porta Portuense e razziò una grande quantità di oro, argento e molti altri valori con un impeto maggiore di quello dei visigoti di Alarico di quarantacinque anni prima.